# Субјективност
Субјективност у најопштијем смислу означава припадност, представља својство, подстицање од или одношење на субјект. Појам субјективан може имати следећа значења:
- Унутрашњи, ментални, психички (а не спољашњи, објективан, физички).
- Особен, индивидуалан, приватан, недоступан већем броју посматрача, несаопштив, интуитиван, непроверљив (а не општи, универзалан, објективан, јаван, проверљив).
- Једностран, пристрасан, личан, под утицајем жеља, наклоности/ненаклоности, необјективан.
- Непостојећи, замишљен, илузоран, халуцинаторан (насупрот објективно постојећем, стварном).

При разграничењу појмова објективности и субјективности се обично разматрају односи опажајућег субјекта (обично особе) и опаженог или неопаженог објекта. Објекат постоји независно од субјектове перцепције тј. опажања и налазио би се ту где јесте и онакав какав јесте и у случају да није опажен од стране неког субјекта. Стога се објективност често повезује са појмовима реалности, истине и поузданости. Опажајући субјекат може тачно опажати особине објекта или не, па појам субјективности често подразумева могућност грешке и непоузданости. 

## Спољашњи извори
- Subjectivity & Objectivity, Приступљено 25. маја 2011. године (језик: енглески)